# Arco Clementino
L'Arco Clementino o Porta Clementina è una porta cittadina di Ancona risalente al XVIII secolo; venne progettata dall'architetto Luigi Vanvitelli.

## Descrizione
La struttura è la porta di accesso alla città dal porto, progettata sotto forma di arco di trionfo a un solo fornice, in pietra d'Istria. L'architetto volle realizzarla servendosi di una variante dell'ordine dorico del Vignola. Le alette e l'archivolto sono inquadrati entro una sottile fascia secondo uno stilema tipico del primo Settecento; ai lati si dispiegano simmetricamente due colonne alveolate e due controlesene per ognuna di esse ed infine due pilastri angolari. Caratteristica peculiare di quest'architettura sono le metope presenti nel fregio: vi figurano delle capesante, rappresentate tramite la tecnica dell'altorilievo alternativamente con la valva o secondo la sua fisionomia esterna od interna. Analogamente al Tempietto di San Rocco, sempre del Vanvitelli, la trabeazione, oltre a essere intervallata da triglifi e metope, esibisce come in quella ionica una serie ordinata di dentelli.
La configurazione dell'attico è di notevole importanza dal punto di vista architettonico e artistico, soprattutto per la presenza di due particolari: la cimasa, dove per via di una sequenza di modanature - listello, toro e una modanatura concava denominata cavetto - ricorda vagamente in miniatura la trabeazione del Lazzaretto; un'imponente targa, leggermente inclinata in avanti, che sembra quasi rovesciarsi sull'osservatore - similmente alle targhe presenti nelle finestre del Palazzo Comunale di Corinaldo, su disegno dell'allievo Francesco Maria Ciaraffoni. Quest'ultima si sovrappone ad un festone, mostrando notevole affinità a quanto si può vedere nel portale d'ingresso al Lazzaretto, anch'esso una significativa opera vanvitelliana.

## Storia
Fu realizzato su progetto del celebre architetto Luigi Vanvitelli fra il 1735 e il 1738. Eretto in onore di papa Clemente XII, per volontà del Senato anconetano, riconoscente nei confronti del pontefice che, vero e proprio mecenate di Ancona, concesse alla città il porto franco, dando nuovo impulso ai secolari traffici navali, ed incaricò il famoso architetto di ridisegnarne il porto. Fu così che sorsero il nuovo Lazzaretto e il Molo nuovo, prosecuzione di quello fatto edificare dall'imperatore Traiano nel I° secolo d.C..
L'arco Clementino è la porta di ingresso in città dal mare; sorge nel punto in cui il Molo nuovo si innesta nell'antico molo romano, sul quale già si ergeva da oltre 16 secoli l'arco di Traiano, fatto erigere dal Senato e dal popolo di Roma  probabilmente ad opera dell'architetto siriano Apollodoro di Damasco per onorare l'imperatore che aveva donato ai naviganti un più sicuro accesso all'Italia, avendo fatto ampliare, a proprie spese, il porto della città.

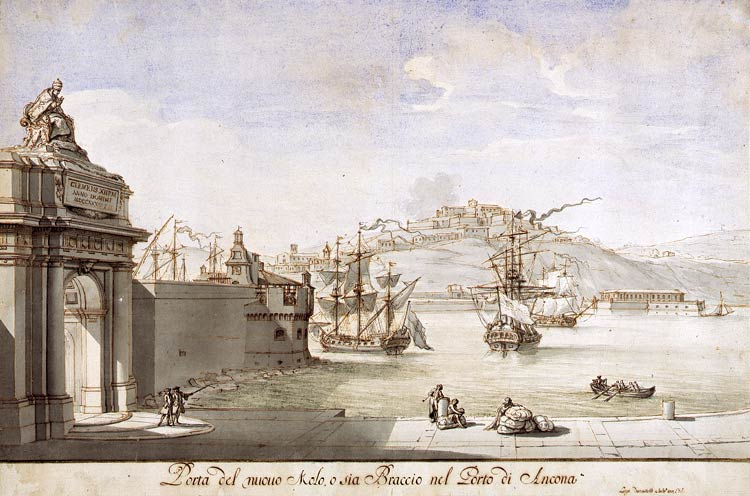
Luigi Vanvitelli - Disegno del progetto della Porta del nuovo molo di Ancona, ovvero Arco Clementino, con la statua del papa Clemente XII benedicente sulla sommità dell'Arco, poi invece posta in Piazza del Papa

Il fornice dell'Arco Clementino inquadra l'Arco di Traiano e il Colle Guasco con il Duomo, ossia i due principali monumenti di Ancona, presentando così la città ai naviganti nel momento dell'ingresso nel porto dorico.
Sul suo attico avrebbe dovuto essere collocata la statua benedicente di Clemente XII, come testimoniano i disegni originali del Vanvitelli) e il conio di due medaglie onorifiche fatte realizzare dagli anconetani e donate al pontefice. .
Venne quindi acquistata a Roma una statua del papa benedicente, opera dello scultore Agostino Cornacchini (1738), che venne trasportata ad Ancona. A quel punto ci si accorse che la struttura dell'arco, edificato in mattoni e con la sola facciata rivolta verso il mare in pietra d'Istria, non avrebbe potuto reggere il notevole peso della statua in marmo. Pertanto, in attesa di poter trovare le risorse finanziarie per i lavori di consolidamento e rinforzo della struttura dell'Arco, il Senato anconetano deliberò di collocare la statua, "provvisoriamente", al centro della Piazza Grande (detta anche "del Comune") che, a causa della presenza della scultura, venne subito ribattezzata dagli anconetani Piazza del Papa. Inutile che dire che la statua di Clemente XII rimase là dove tuttora si trova, vuoi per la cronica mancanza di fondi per la ristrutturazione dell'Arco Clementino, vuoi per l'affezione che gli anconetani manifestarono per la nuova sistemazione della piazza che acquistò una dimensione monumentale e scenografica che in passato le mancava.
Dal punto di vista estetico notevoli risultano gli effetti soprattutto dalla parte rivolta verso il mare, in pietra d'Istria. La scelta, che può sembrare singolare, di lasciare la facciata verso la città in semplice laterizio si può capire ricordando che l'arco fungeva da porta di città e che dunque il suo prospetto principale era, come di consuetudine, rivolto verso l'esterno.
A causa della morte del Vanvitelli l'arco rimase incompleto; successivamente l'opera fu ripresa per volere di papa Benedetto XIV e venne affidata all'architetto Filippo Marchionni, che completò anche il molo nuovo.